# Fungibilität
Fungibilität (lateinisch fungibilis, „vertretbar“; auch: Vertretbarkeit) ist die Eigenschaft von Gütern, nach Maßeinheit, Zahl oder Gewicht bestimmbar und deshalb innerhalb derselben Gattung durch andere Stücke gleicher Art, Menge und Güte austauschbar zu sein.

## Allgemeines
Zu den fungiblen materiellen Gütern gehören bewegliche Sachen wie Waren (Handelswaren, Commodities), Metalle (Unedle Metalle, Edelmetalle) oder serienmäßig hergestellte Gegenstände wie Kraftfahrzeuge oder Maschinen. Fungible immaterielle Güter sind vor allem Geld, Devisen, Sorten und Wertpapiere. Terminkontrakte oder Optionen erhalten ihre Fungibilität erst durch die von einer Börse zugelassenen vereinheitlichten Finanzkontrakte. Commodities sind zwar häufig nicht durch völlige Gleichmäßigkeit gekennzeichnet, sie erhalten jedoch ihre Fungibilität erst durch eine Typisierung, bei der die Börse bestimmte Qualitätsmerkmale festlegt. Die Austauschbarkeit dieser Sachen macht sie handelbar und ist deshalb die wichtigste Voraussetzung für den Handel an Wertpapierbörsen oder Warenbörsen. Weitere Voraussetzungen der Fungibilität sind eine hohe Standardisierung der Gegenstände sowie geringe formale Anforderungen an ihre Übertragbarkeit.
Gegenstände sind fungibel, wenn sie keinen über den Materialwert hinausgehenden Wert haben und somit gleichwertig ersetzbar sind, also z. B. reine Gebrauchsgegenstände, nicht dagegen Werke mit künstlerischer oder historischer Bedeutung mit einem Sammlerwert oder Liebhaberwert.

## Rechtsfragen
Dem wirtschaftlichen Begriff der Fungibilität entspricht der rechtliche Begriff der Vertretbarkeit. Gemäß § 91 BGB ist eine Sache vertretbar, wenn sie beweglich ist und im Verkehr nach Zahl, Maß oder Gewicht bestimmt wird. Sachen sind fungibel, wenn sie von gleicher Beschaffenheit sind und gleiche Rechte und Pflichten verkörpern. Wichtigstes fungibles Gut ist das Geld, dessen Fungibilität zu den Geldfunktionen gehört. Der Handel mit fungiblen Sachen erlaubt es wegen ihrer hohen Standardisierung, dass sie zum Handelszeitpunkt nicht einmal präsent sein müssen (Börse), sondern den Kontrahenten bekannt sind. Je leichter sie übertragbar sind (etwa die Inhaberpapiere bei Wertpapieren), umso besser ist ihre Fungibilität. Die höchste Vertretbarkeit besitzen deshalb Geld und Inhaberpapiere, denn gemäß § 935 Abs. 2 BGB kann an ihnen sogar gutgläubig Eigentum erworben werden, selbst wenn sie dem Eigentümer gestohlen worden, verloren gegangen oder sonst abhandengekommen waren. Das trifft beispielsweise auf Aktien zu, die als Inhaberpapiere kraft Gesetzes (§ 10 Abs. 1 AktG) standardisierte und damit ohne weiteres gegeneinander austauschbare, also verkehrsfähige, umlauffreundliche Anlagetitel sind.
Im Strafrecht ist die Fungibilität des Tatmittlers für die Fälle des „Täters hinter dem Täter“ kraft Organisationsherrschaft im Rahmen der mittelbaren Täterschaft eine der zentralen Kriterien der Zurechnung.

## Sachdarlehensvertrag
Der Sachdarlehensvertrag muss gemäß § 607 Abs. 1 BGB dem Darlehensnehmer ausschließlich vertretbare Sachen überlassen. Er gilt nur, wenn der Darlehensnehmer (andere) Sachen gleicher Art, Güte und Menge zurück zu gewähren hat. Sachdarlehen liegt also meist vor, wenn die Sache verbraucht (Nahrungsmittel) oder verarbeitet (Rohstoffe) werden soll. Muss jedoch jemand konkret die überlassene Sache zurückgeben, liegt dagegen Leihe oder Miete vor.